# معهد الدراسات السياسية بتونس
معهد الدراسات السياسية بتونس (بالفرنسية: Sciences Po Tunis) التابعة للجامعة الأوروبية بتونس، هي جامعة خاصة يقع مقرها في تونس العاصمة أسست في 2016، وهي الأول من نوعها في تونس.

## التاريخ
ينتمي المعهد للجامعة الأوروبية بتونس التي أسست في 2006 من قبل عبد الرؤوف التبوربي، ولكن المعهد أسس في 2016، خمسة سنوات بعد الثورة التونسية في 2011 وذلك ضمن مرحلة الانتقال الديمقراطي في تونس. 

عقد المعهد إتفاقيات شراكة مع معهد الدراسات السياسية بباريس ومؤسسات أوروبية ودولية أخرى، وأصبح بذلك ضمن شبكة معاهد العلوم السياسية الدولية، ويهدف عبر برامج متميزة لإعداد الطلاب ليصبحوا صانعي القرار.

## التخصصات
يقدم المعهد أول اتفاق موافقة من قبل وزارة التعليم العالي والبحث العلمي التونسية على إجازة جامعية في العلوم السياسية. الإجازات الجامعية والماجستير وماجستير إدارة الأعمال في القانون والعلوم السياسية وإدارة العلاقات العامة والعلاقات الدولية معترف بها أوروبيا ودوليا من قبل «مجلس الاعتماد الأوروبي لمدارس التعليم العالي» (European Accreditation Board of Higher Education Schools).

## الشراكات الدولية
أنشأت الجامعة عدة إتفاقيات شراكة مع مؤسسات ومنظمات دولية:
| - معهد الدراسات السياسية بباريس. - الجمعية الفرنسية للعلوم السياسية. - الجمعية الدولية للعلوم السياسية. - الجمعية الأوروبية للدفاع عن حقوق الإنسان. - مجلس الاعتماد الأوروبي لمدارس التعليم العالي. | - جمعية التقييم التربوي - أوروبا. - الرابطة الأوروبية للتعليم الدولي. - الجمعية الأوروبية لعلم الاجتماع. - مركز الدراسات القانونية الأفريقية. - اللجنة الدولية لاعتماد البرامج التعليمية والتدريبية في الإدارة العامة. |

## مقالات ذات صلة
- الجامعة الأوروبية بتونس

## روابط خارجية
- الموقع الرسمي للمعهد نسخة محفوظة 25 مارس 2018 على موقع واي باك مشين..